# Směrnice (kniha)
Směrnice (v it. originále Orientamenti) jsou knihou Julia Evoly vydanou prvně roku 1950 v Římě jako příloha časopisu Imperium. Autor v tomto díle načrtává v jedenácti krátkých kapitolách ideje, jež mají být bráněny na duchovní a politické rovině lidmi, kteří se po roce 1945 nechtěli spokojit s kolapsem dřívějších struktur a rozvojem moderní konzumní společnosti.  Kniha si postupně získala značnou oblibu u radikalizující se mládeže, která nepolevuje ani po pětašedesáti letech od prvního vydání.
Evola byl roku 1951 na základě tohoto díla obviněn ze snahy o obnovení fašismu. Během soudního líčení byl však zcela zproštěn obžaloby. Dle jeho vlastních slov šlo o snahu politické policie nalézt obětního beránka.
V roce 1971 vyšlo druhé přepracované vydání (nakladatelství Edizioni Europa), v němž autor odstranil některé dobově podmíněné narážky a dílu vdechnul obecnější charakter. Celkem vyšly čtyři řádná italská vydání, zhruba dvacet neautorizovaných (pirátských) edic a postupně překlady do nejméně devíti evropských jazyků.  Roku 2015 vyšel v malém nákladu překlad český.

## Obsah
Autor na jiném místě shrnul obsah jedenácti kapitol Směrnic takto:
1. Ideologie moderny a pokroku: uzavírání se našeho dějinného cyklu.
2. Založení příkladného člověka: muži se správným cítěním a jistým instinktem.
3. Legionářský styl: respekt k sobě, věrnost ideji.
4. Skutečná podoba hierarchie: hierarchie tvořená kvalitou duše, ne množstvím bohatství.
5. Úpadek kast a radikální boj proti dekadenci.
6. Materialistická halucinace éry ekonomiky: nezbytnost pro gentrifikaci a proletarizaci.
7. Organicismus a totalitarismus. Suverenita aristokracie.
8. Idea Státu, Řád.
9. Kultura a světonázor. Kulturní obsese moderny.
10. Aristokratický a heroický étos, nezbytná podmínka obrody: obnovení původní podoby člověka a světa.
11. Náboženský obzor: transcendentní duchovnost a heroický život.